# Bild och Ord Akademin
Bild och Ord Akademin (BOA) är en informationsakademi, som grundades 1983 på initiativ av lexikografen Sven Lidman för att möta ett upplevt behov av en institution som "vårdar språket och kreativiteten i ord- och bildkommunikationen".
Initiativet till Bild och Ord Akademien, som är ett tvärvetenskapligt forum för olika yrkesgrupper inom informationsområdet, togs av Sven Lidman år 1983.
Bild och Ord Akademin vill motverka specialisering och fragmentisering. Den ska ge uppmuntran och stöd åt dagens informatörer och bidra till att förbättra utbildningen av morgondagens.
Akademin har minst 20, och högst 55, ledamöter. Till akademin är anslutet ett akademiråd med stödjande och rådgivande funktioner.

## Ann-Marie Lunds Encyklopedipris
Ann-Marie Lunds Encyklopedipris har delats ut sedan 1985 för att belöna folkbildande insatser.

- 1985 Alf Henrikson, författare
- 1986 Iréne Györki, ordboksförfattare
- 1987 Gil Dahlström och Jan-Öjvind Swahn, encyklopedister
- 1988 Olle Häger och Hans Villius, TV-producenter
- 1989 Tord Nygren, illustratör
- 1990 Bertil Söderstam, informationsgrafiker
- 1991 Comenius-utställningen[förtydliga]
- 1992 Marianne Söderberg och Agneta Ulfsäter-Troell, dokumentärfilmare
- 1993 Herman Lindqvist, historiker
- 1994 Hans Pålsson, pianist och musikprofessor
- 1995 Helge Skoog, Soppteatern, Stockholms stadsteater
- 1996 Agneta Lundström, museichef på Livrustkammaren
- 1997 Sven Nordqvist, konstnär
- 1998 Stéphane Bruchfeld och Paul A. Levine
- 1999 Lars Krantz, Rosendals trädgård
- 2000 Gunilla Myrberg, Sveriges Radio
- 2001 Bengt Lagerkvist, regissör
- 2002 Producentgruppen "Fem myror är fler än fyra elefanter"
- 2003 Elisabet Reslegård, kampanjledare
- 2004 Ulla-Britt Kotsinas, språkprofessor
- 2005 Kent Ekberg, regissör och konstnärlig ledare
- 2006 Dokumentärredaktionen vid Sveriges Radio
- 2007 Hans Rosling, professor
- 2008 Eva Funck, programledare i TV
- 2009 Karin Johannisson, professor
- 2010 Oscar Nilsson, modellmakare och konstnär
- 2011 Ove Hagelin, Hagströmerbiblioteket vid Karolinska Institutet
- 2012 Dilsa Demirbag-Sten, Berättarministeriet
- 2013 Torbjörn "Tobba" Johansson, animatör
- 2014 Jan och Per Broman, Fotografiska i Stockholm
- 2015 Anders Hanser, fotograf
- 2016 Jenny Engström, Johanna Murry och Magnus Ling, Svenska Turistföreningen
- 2017 Föreningen Wikimedia Sverige
- 2018 Ludvig Hertzberg, redaktör för Under strecket, SvD[4]
- 2019 Bibi Rödöö, programchef för Sommar i P1 och Vinter i P1
- 2020 Inget pris utdelat
- 2021 Kalle Lind, radiopratare
- 2022 Fredrik Lindström, författare, programledare och folkbildare
- 2023 Dick Harrison, historieprofessor
- 2024 Mustafa Panshiri, föreläsare och författare

## Lidmanpriset
Lidmanpriset har delats ut sedan 1983 för att belöna god information i ord och bild i olika medier.

- 1983 Bertil Samuelsson, informationsgrafiker
- 1984 Göte Göransson, tecknare och författare
- 1985 Jan Lindblad, dokumentärfilmare
- 1986 Dagens Nyheters nyhetsgrafiker
- 1987 Erik Magnusson, informationsgrafiker
- 1988 Charlie Bood, facktecknare och Cecilia Torudd, tecknare
- 1989 Cecilia Lindqvist, forskare och författare
- 1990 Peter Cohen, dokumentärfilmare
- 1991 John Pohlman, TV-meteorolog
- 1992 Svenska Dagbladets nyhetsgrafiker
- 1993 Södermanlands Nyheter
- 1994 Bo Strömstedt, före detta chefredaktör och professor
- 1995 Jan White, grafisk formgivare och föreläsare
- 1996 TV-programmet ”Hjärnkontoret”
- 1997 Marit Törnqvist, tecknare och scenograf
- 1998 Lena Einhorn, TV-producent
- 1999 Jan Brandt, universitetslektor vid Mälardalens högskola, Eskilstuna
- 2000 Kari C. Toverud, Oslo, medicinsk illustratör
- 2001 Kjell Lundin, informationsgrafiker
- 2002 Gunnar Brusewitz, tecknare och författare
- 2003 Klas Fresk, skapare av Tom Tits Experiment
- 2004 Anders Andersö, ”Tecknar-Anders”
- 2005 Björn Ed, formgivare av utställningar
- 2006 Lennart Hellsing, författare och lyriker
- 2007 Jan och Maria Berglin, tecknare och lärare
- 2008 Carl Johan De Geer, filmare, fotograf, författare, designer och konstnär
- 2009 Martin Emtenäs, TV-journalist
- 2010 Martin Kellerman, serietecknare och illustratör
- 2011 Jan Jörnmark, docent, författare och föreläsare
- 2012 Mattias Klum, fotograf
- 2013 Lars-Åke Thessman, scenograf
- 2014 Per Åhlin, konstnär, tecknare, animatör
- 2015 Rönnells Antikvariat, Stockholm
- 2016 Tom Alandh, journalist och dokumentärfilmare
- 2017 Paul Hansen, bildjournalist vid Dagens Nyheter
- 2018 Lena Anderson, barnboksförfattare[4]
- 2019 Anders Hansen, läkare och ekonom[5]
- 2020 Inget pris utdelat
- 2021 Stina Wirsén, författare och illustratör
- 2022 Nordiska museet, utställningen ”Arktis – när isarna smälter”
- 2023 Sveriges Televisions program Vetandets Värld
- 2024 Tidnigen Kamratposten